# One Better Day
One Better Day è un singolo del gruppo musicale britannico Madness, pubblicato nel 1984 ed estratto dall'album Keep Moving.

## Tracce
- 7"

1. One Better Day (McPherson/Bedford) - 4:06
2. Guns (McPherson) - 3:14

- 12"

1. One Better Day (McPherson/Bedford) - 4:06
2. Guns (McPherson) - 3:14
3. Victoria Gardens (Smyth/Barson/Smyth) - 4:01
4. Sarah (Thompson/Madness) - 3:43